# Le Beau-frère
Cet article possède des paronymes, voir Beau-frère et Un beau-frère.
Pour plus de détails, voir Fiche technique et Distribution.
Le Beau-frère (arabe : نسيبي, N'sibi) est un film algérien sorti en 2014, réalisé par Hassène Bélaïd né à Marseille d’un père algérien et d’une mère française d'origine italienne.
Il est sélectionné dans plusieurs festivals en 2015.

## Synopsis
À Sétif, Habiba est invitée par sa sœur Leila. Le mari de cette dernière, Ali, continue d'appeler Habiba de son ancien prénom, Tahar. Il refuse d'être vu en sa compagnie et la chasse de chez lui. Il accepte tout de même de la raccompagner en mobylette et apprend à mieux la connaître.

## Fiche technique
- Réalisation : Hassène Bélaïd
- Scénario : Hassène Bélaïd
- Photographie : Pierre Siedel
- Montage : Alexandra Strauss
- Son : Pierre-Alain Mathieu
- Production : HKE Production
- Langue : arabe
- Format : couleur

## Distribution
- Bouchta Saïdoun : Habiba
- Malik Benchiha : Ali

## Sélection dans des festivals
- Festival du cinéma méditerranéen de Montpellier 2014[4],[5]
- Festival international du film oriental de Genève 2015[5]
- Festival International du Film Panafricain de Cannes 2015[4],[5]
- Festival international du film arabe d'Oran 2015[6]
- Festival international du film de Beyrouth 2015[4],[5]
- Chéries-Chéris 2015[7]

## Production
Le film a reçu le soutien du Ministère Algérien de la culture.
Le réalisateur a précisé : « La police a toujours assuré les tournages de nuit, et le jour, le quartier populaire où nous avons tourné a été accueillant et formidable », ajoutant que l'Algérie a soutenu le film, contrairement au CNC français.